# Renia
Renia är ett släkte av fjärilar. Renia ingår i familjen nattflyn.

## Bildgalleri

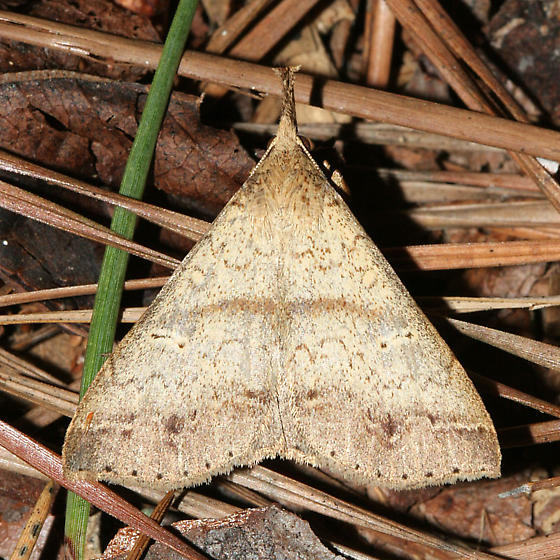
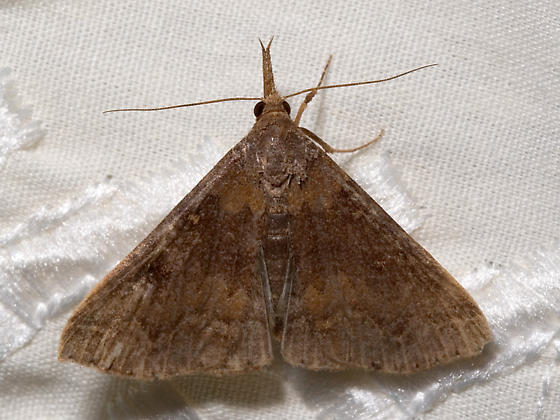
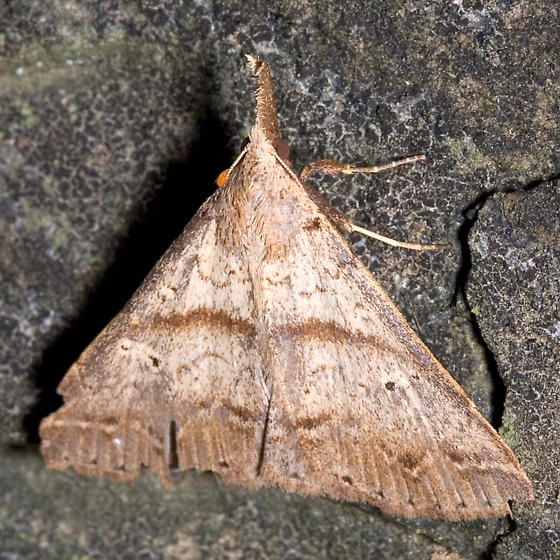
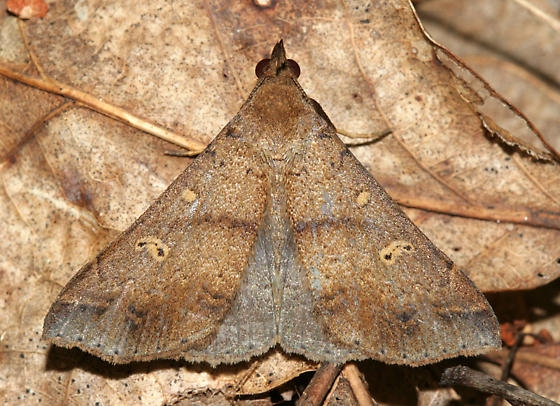

## Dottertaxa tillRenia, i alfabetisk ordning[1]
- Renia acclamalis
- Renia accola
- Renia adspergillus
- Renia alutalis
- Renia apicata
- Renia atrimacula
- Renia aztecalis
- Renia belphragei
- Renia bendialis
- Renia bipunctalis
- Renia bipunctata
- Renia brevirostralis
- Renia centralis
- Renia clavalis
- Renia clitosalis
- Renia decurialis
- Renia discoloralis
- Renia exserta
- Renia factiosalis
- Renia fallacialis
- Renia fimbrialis
- Renia flavipunctalis
- Renia fraternalis
- Renia generalis
- Renia hastatalis
- Renia heliusalis
- Renia hutsoni
- Renia inusta
- Renia larvalis
- Renia lasiopoda
- Renia maera
- Renia monides
- Renia morosalis
- Renia mortualis
- Renia nebulosa
- Renia nemoralis
- Renia orizarbalis
- Renia orthosialis
- Renia pastoralis
- Renia phalerosalis
- Renia plenilinealis
- Renia pulverosalis
- Renia punctinalis
- Renia receptalis
- Renia restrictalis
- Renia rhamphialis
- Renia rhetusalis
- Renia rigida
- Renia rufizona
- Renia salusalis
- Renia sobrialis
- Renia subterminalis
- Renia testacealis
- Renia thraxalis
- Renia tilosalis
- Renia turpis
- Renia vinasalis